# Символи караїмів
Караїмська національна символіка — символіка караїмів, які проживають в країнах східної Європи (Україна, Литва, Польща).

## Історія
Приблизно 1929 році польською караїмською художницею Лідією Каракаш-Шоле (1896—1943) був створений герб гахана, який незабаром став і символом польсько-литовської караїмської громади. Уже в 1930 році герб був поміщений на вітанні, піднесеному лідерами польських караїмів (С. Шапшалом, Ш. Фірковіча, І. Лобаносом і ін.) Владиславу Рачкевича в зв'язку з його обранням маршалом Сенату Польщі.
У 1987 році Феодосії художником Олександром Худченко спільно з караїмом М. Е. Хафузом був розроблений герб караїмів Криму, який представляє з себе розбитий камінь, на якому зображені сенек, калкан і символ (тамга) феодосійських караїмів — білий кінь (дав-євр. סוס לבן [сус Лаван]; караїм. акъ ат. Вперше цей герб був опублікований М. Е. Хафузом 1991 року, а трохи пізніше з'явився на обкладинках Караїмської народної енциклопедії.

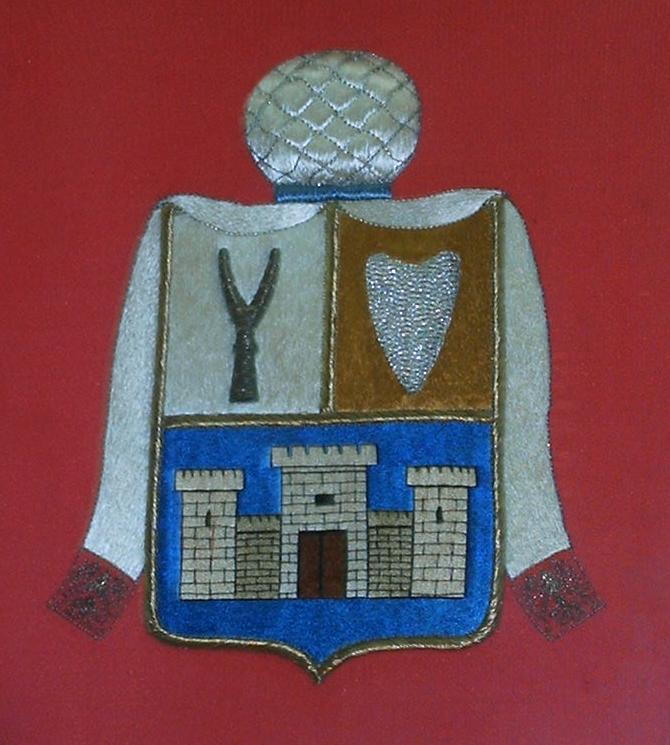
Герб польсько-литовських караїмів

### Герб
Національний герб караїмів має форму геральдичного щита і включає в себе такі елементи: дворогий спис (сенек), щит (калкан), фортечна вежа, традиційне вбрання газзана — головний убір і молитовне покривало таллет. На гербі використовуються національні кольори караїмів — блакитний, на тлі якого знаходиться фортечна вежа, білий, на тлі якого знаходиться зброя — дворогий спис, і жовтий, на тлі якого знаходиться щит.
Герб поміщений над входом кенаси в Тракаї і на шпилі кенаси Вільнюса. У 2008 році сенек, як караїмського символ, був включений в герб литовського містечка Науяместіс. Національний герб використовується в оформленні офіційних сайтів караїмів Литви і Польщі.

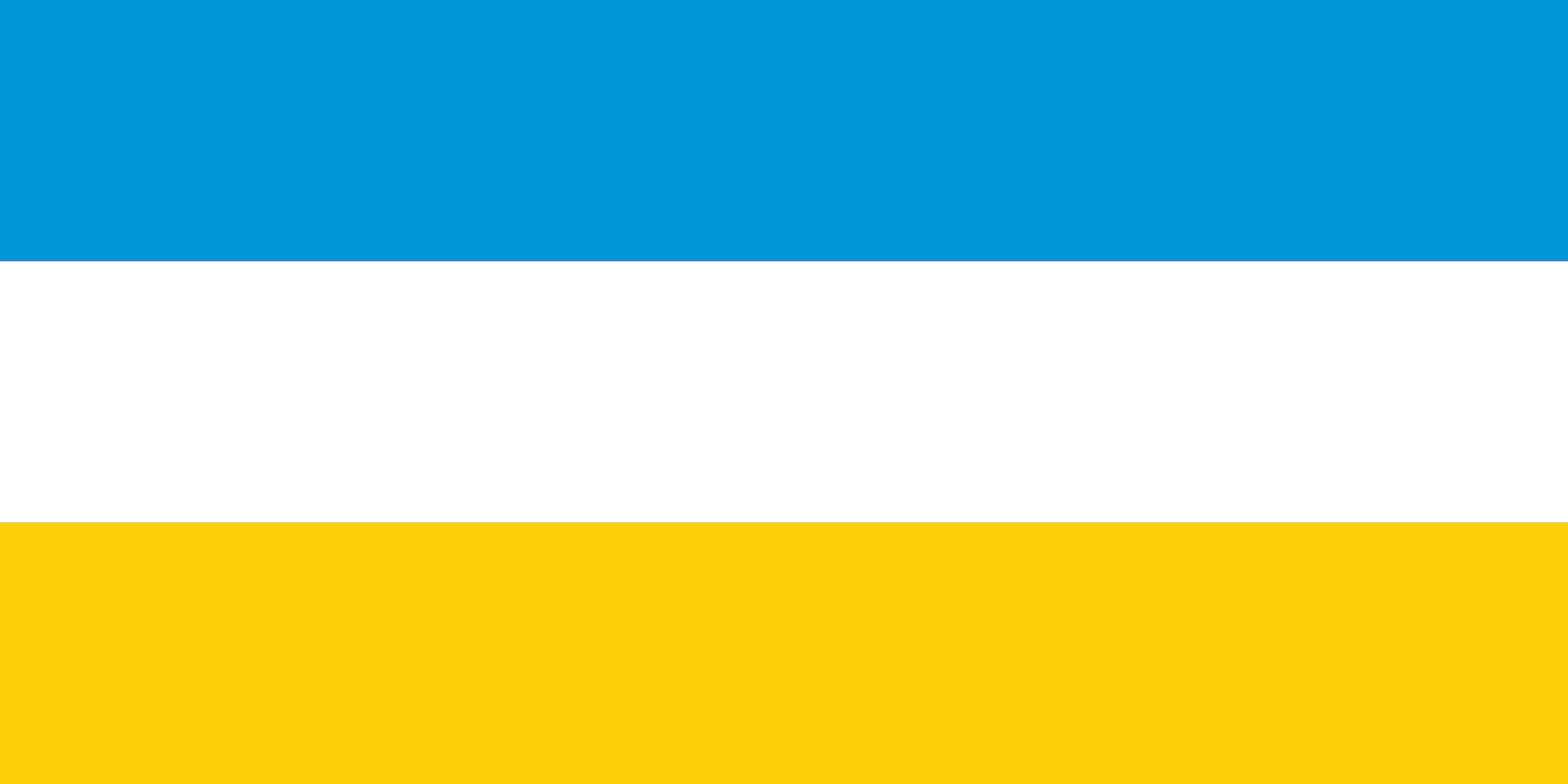
Національний прапор караїмів

Печатка караїмської кенаси складається з увінчаною головним убором караїмського Гахама пентаграми, в центрі якої знаходиться сенек на тлі калкана (введена гахам С. М. Шапшалом як нова однотипна печать караїмських кенас в 1916 році).

### Прапор
Національний прапор Караїмів — прямокутне полотнище з трьох рівновеликих горизонтальних смуг: синьої, біло та жовтої. Блакитний колір символізує небо, білий — добро, а жовтий — сонце і вогонь.

## Гіпотези походження караїмських національних символів

### Сенек і калкан— стародавні караїмські символи
Аргументи за:
- ці символи вирізані на мармуровій плиті над воротами східної вежі Біюк-капу міста-фортеці Чуфут-Кале;
- на думку С. С. Ельяшевича ці знаки є початковими літерами назви Чуфут-Кале на давньоєврейсій мові: ס"ע «самех» і «Аїн» від дав-євр. סלע עברים дав-євр. סלע עברים «Села Іврім», т. е. «Скеля юдеїв»[12].

Аргументи проти:
- за часів будівництва Орта-капу караїми складали в місті меншість і мали занадто мало впливу, щоб помістити свій символ на воротах[13];
- ці символи просто і грубо вирізані, в той час як караїми були вмілими скульптурами, тому створювані ними написи завжди носили більш майстерний характер, поєднуючись з пишними різьбленням алюзіями на тему Танаху.
- А. Л. Бертьє-Делагард, Критикуючи С. С. Ельяшевича, відмічав, що назва Чуфут-Кале занадто пізніша і перекладається як фортеця, а не скеля юдеїв[14].

### Сенек і калкан— тамгакримських татар
Аргументи за:
- слово «сенек» в кримському діалекті караїмської мови позначає дерев'яні вила. В інших діалектах караїмської мови воно не зафіксоване[15];
- до другої половини XIX століття аналогічний знак був тамгою татарського села Кирк-Чолпан, і, таким чином, дана тамга могла ставитися до роду з ім'ям Кирк, що перегукується з давньою назвою фортеці (Кирк Ор)[16];
- вилоподібна тамга була знайдена на надгробній плиті з арабським написом зі зруйнованого при будівництві міста мусульманського кладовища;
- символи на Біюк-капу перенесені з давніх воріт Орта-капу в Чуфут-Кале, побудованих в XIV—XV столітті. Якби це були тамги різних громад, які займали кожна свій район поселення, то навряд чи б вони повторювалися при в'їзді в Нове місто Чуфут-Кале;
- ці символи нагадували про підпорядкування татарським родам, який зберігав контроль над фортецею навіть після відходу з неї[17][18].

## Галерея

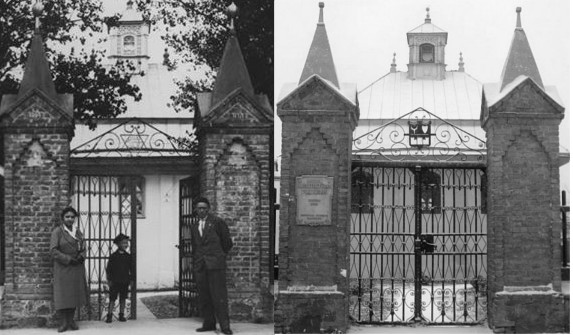
Караїмська кенаса в Тракаї в 1932 і 2002 роках. Місце шестикутної зірки зайняли дворогий спис (сенек), щит (калкан) і фортечна вежа
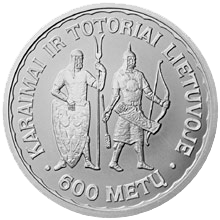
Ювілейна монета 50 литів на честь 600-річчя поселення татар і караїмів в Литві з зображенням караїмського воїна, озброєного сенеком і калканом.
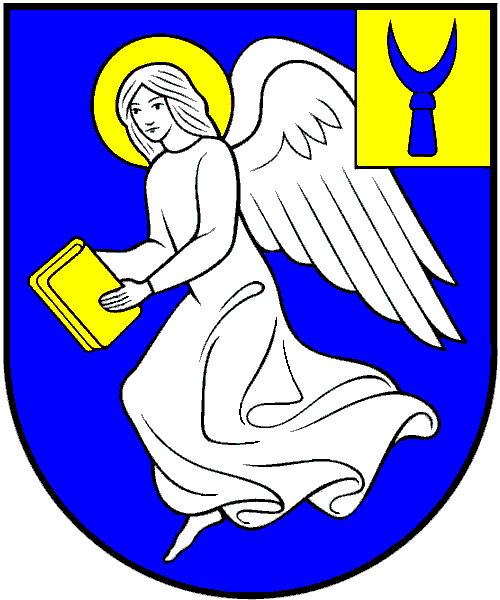
Сенек (караїмські вила) як караїмський символ на гербі литовського містечка Няуяместіс (2009)